# لهجة بروانية
اللهجة البروانية، وتسمى تشيمويني (تشيمويني، مويني) أو تشيمبالازي، هي من لغات البانتو وهي مرتبطة باللغة السواحلية يتحدث بها البروانيون، وهم سكان مدينة براوة في الصومال. وصُنفت كلهجة شمالية من اللغة السواحلية. بالرغم من كونها تتميز كثيرا عن اللغة السواحيلية القياسية في جميع الاعتبارات اللغوية.
بسبب الحرب الأهلية الصومالية، غادر معظم المتحدثين باللهجة البروانية مناطقهم وانتشروا في جميع أنحاء العالم، وكونو مجتمعات في أماكن مثل كولومبوس وأتلانتا في الولايات المتحدة، ولندن ومانشستر في المملكة المتحدة، ومومباسا في كينيا. يبلغ عدد متحدثيها أقل من 15000.
من المرجع أن اللهجة البروانية كانت بمثابة لغة تواصل مشترك إقليمية في وقت ما بسبب الموقع الساحلي المتميز لبراوة، وأحد الأدلة اللغوية على ذلك يأتي من الاختزال الصرفي. على سبيل المثال، لدى اللهجة البروانية نظام زمن ثلاثي، وهو أبسط من نظام لغات البانتو المجاورة التي كانت منطوقة في الصومال تاريخيًا